# 전설의 라이타
"전설의 라이타"는 2019년에 개봉한 대한민국의 영화이다.

## 캐스팅
- 김해준 : 라이타(채성빈) 역
- 박샤론 : 박진아 역
- 홍달표 : 마석준 역
- 이동주 : 이영태 역
- 장재혁 : 박주민 역
- 권세봉 : 배들호 역
- 하재열 : 용호 역
- 김지안 : 건달1 역
- 진선건 : 김상식 역
- 최환이 : 떡대1 역
- 정승준 : 혁수 역
- 김건하 : 장현수 역
- 윤정훈 : 양아치1 역
- 김한 : 양아치2 역
- 김재현 : 양아치3 역
- 정경임 : 할머니 역
- 길도영 : 일진1 역
- 김준오 : 일진2 역
- 이예찬 : 일진3 역
- 이판섭 : 일진4 역
- 김태진 : 일진5 역
- 한상철 : 손님1 역
- 정자영 : 손님2 역
- 문정웅 : 면접관1 역
- 장차림 : 면접관2 역
- 임은영 : 면접관3 역
- 백승훈 : 팀장 역
- 서희수 : 캐디 역
- 천황성 : 회장 역
- 채기준 : 남자1 역
- 감성진 : 남자2 역
- 안지환 : 사장 역 (특별출연)